# Bernd Hontschik
Bernd Hontschik (geboren 11. Dezember 1952 in Graz) ist ein österreichischer Chirurg, Autor und seit 2007 Kolumnist der Frankfurter Rundschau, seit 2022 auch der Ärztezeitung.

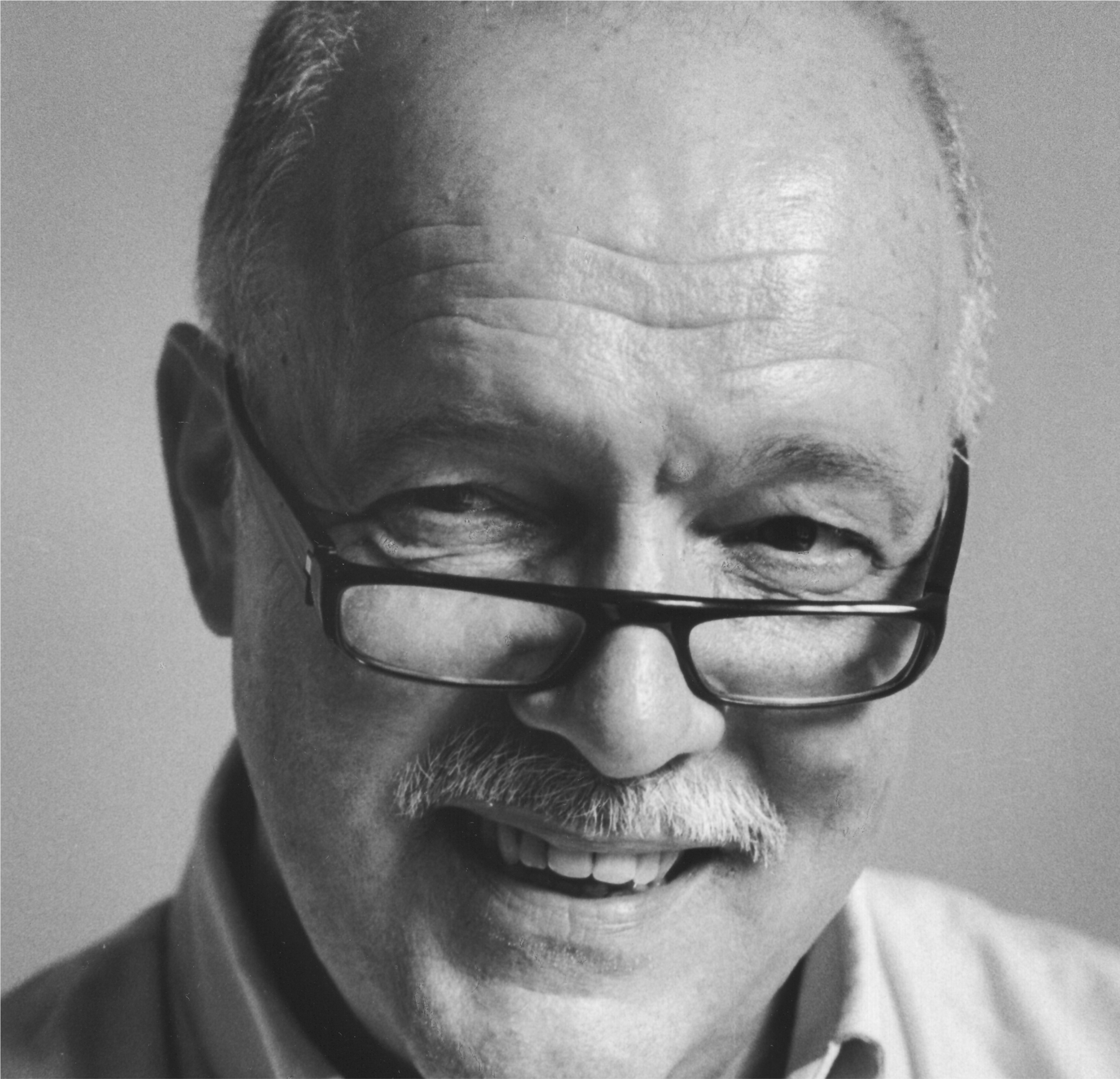
Bernd Hontschik (2009)

## Leben
Hontschik besuchte in Frankfurt am Main die Schule, Abitur machte er 1971 auf dem dortigen Goethe-Gymnasium. Er studierte Medizin an der Universität Frankfurt am Main und absolvierte ab 1978 seine Facharztausbildung zum Chirurgen. Er wurde 1987 mit einer Schrift über unnötige Blinddarmoperationen in Frankfurt am Main promoviert. Bis 1991 praktizierte er, zuletzt als Oberarzt, an den Städtischen Kliniken Frankfurt-Höchst und danach bis 2015 in seiner chirurgischen Praxis an der Konstablerwache.
Hontschik ist mit der Supervisorin Claudia Hontschik verheiratet. Das Ehepaar hat zwei erwachsene Kinder. Seine Urgroßtante väterlicherseits ist die österreichische Frauenrechtlerin Henriette Hontschik (1852–1919).

## Publikationen
Hontschik hat mehrere Bücher zu chirurgischen, sozialmedizinischen und gesundheitspolitischen Themen veröffentlicht. Er war Herausgeber der Taschenbuchreihe medizinHuman im Suhrkamp Verlag.

### Theorie und Praxis der Appendektomie (1989, 2012)
Für seine Dissertation über Appendektomie erhielt Hontschik 1989 den Roemer-Preis des Deutschen Kollegiums für Psychosomatische Medizin (DKPM). Sie wurde 1994 im Mabuse-Verlag in 2. Auflage veröffentlicht.
Diese Untersuchung kommt zu dem Schluss, dass es eine „chronisch-rezidivierende Appendizitis“ gar nicht gebe. Diese stelle eine vor allem im deutschsprachigen Raum verbreitete Operationsindikation dar, von der insbesondere eine Vielzahl von Mädchen und jungen Frauen betroffen seien. Die Häufung dieser Diagnose an Montagen und das häufige Drängen der Mütter auf eine Operation (wobei normalerweise Patienten und Angehörige froh seien, wenn ein chirurgischer Eingriff vermieden werden könne) wiesen auf eine verborgene Psychodynamik hin, namentlich auf Konflikte zwischen Eltern und nach Unabhängigkeit strebenden adoleszenten Töchtern, die sich speziell an Wochenenden zuspitzten.

### Körper, Seele, Mensch (2006)
Wer über die Medizin im 21. Jahrhundert nachdenkt, hat ein großes Klagen im Ohr: Patienten fühlen sich unverstanden, Ärzte sehen sich von Zwängen umstellt, während Technologie und immer neue alternative Methoden Heilsversprechen machen. Doch wie werden wir wirklich gesünder? Hontschik versucht, nach mehr als 40 Jahren Tätigkeit als Chirurg, über seine tägliche Arbeit – und über sie hinaus – nachzudenken, und plädiert für ein Umdenken in der Medizin. Im ersten und damit auch paradigmatischen Band der Reihe medizinHuman geht es um die Irrwege der hochgerüsteten Medizin und die Wichtigkeit ärztlicher Kreativität. Warum heilen Wunden entgegen aller Logik nicht zu? Warum wirken Medikamente manchmal und manchmal nicht? Seine Antwort: Der Mensch ist weit mehr als eine »triviale Maschine«, und die Kunst des Heilens besteht darin, ihn auch so zu behandeln: als Einheit von Körper und Seele.

### Erkranken schadet Ihrer Gesundheit (2019)
Hontschik sieht in Deutschland die Voraussetzungen für sehr gutes Gesundheitssystem gegeben. Doch leider hätten, Betriebs-, Volkswirte und Juristen das Sagen. Er beklagt den Rückzug der Humanmedizin und den Wandel der Medizin zur Ware. In der Ausgliederung des Gesundheitswesens aus dem Sozialministerium und seine Integration ins Wirtschaftsministerium sieht der Autor das politische Konzepts, aus dem Sozialsystem einen Wirtschaftszweig zu machen.

„Es geht darum, das Primat der Humanmedizin knallhart durch das Primat der Gewinne, der Shareholder zu ersetzen. Profit oder heilende, helfende Fürsorge stehen sich unvereinbar gegenüber. Man muss sich entscheiden – politisch. Und in unserem Land fallen die Würfel immer mehr in Richtung privatem Kapital und Profit, immer weniger Richtung Humanmedizin.“

Dies erläutert Hontschik am Beispiel Kaiserschnitt, wo der Wechsel der Gebührenordnung das Verhältnis Notfall-Sectio und geplanter Routine-Sectio von 40/60 zu 60/40 verschob; bei Rückenoperationen, Bandscheibenoperationen und Arthroskopie des Kniegelenks. Gleichzeitig sei die Physiotherapie verkümmert: „Da die Medizin in unserem Land aber medikamenten-, operations- und technikzentriert ist, führt die Krankengymnastik ein Schattendasein.“ Die Situation der Krankenhäuser habe sich verschlechtert, die Zahl der Krankenhäuser und der Betten sei von 1980 bis 2010 um etwa 40 % zurückgegangen, die Liegezeit habe sich auf eine Woche halbiert und über 50.000 Stellen im Pflegebereich seien gestrichen worden.

### Heile und herrsche – Eine gesundheitspolitische Tragödie (2022)
Hontschik warnt in diesem Buch, dass es nicht mehr nur genüge, den schon weit beschrittenen Weg vom Gesundheitswesen zur Gesundheitswirtschaft kritisch zu beschreiben, sondern der nächste, um ein Vielfaches bedrohlichere Schritt von der Gesundheitswirtschaft zur Gesundheitsherrschaft sei schon unbemerkt Realität geworden und könne nicht mehr ignoriert werden:

„Dass die stümperhafte Digitalisierung in Deutschland bis heute eine Erfassung der wirklich wichtigen Pandemie-Daten verhindert, ist nur noch ein Nebenschauplatz, wenn auch ein blamabler. Ein Infektionsschutzgesetz nach dem anderen ersetzte das vormalige Bundesseuchengesetz. Es wurde in raschem Rhythmus mehrfach immer wieder modifiziert, sprich: verschärft, insbesondere hinsichtlich der „Ermächtigungen“ der Exekutive, die monatelang die Alleinherrschaft übernahm, und dies – das ist das eigentlich Neue – konnte sie nur mit Hilfe der Medizin. Legislative und Judikative hatten für längere Zeit abgedankt.“

## Schriften (Auswahl)
Als Autor:
- Theorie und Praxis der Appendektomie. Eine historische, psychosoziale und klinische Studie. Pahl-Rugenstein, Köln 1987; Mabuse Verlag, Frankfurt 1994.
- mit Hermann Plagemann: Medizinische Begutachtung im Sozialrecht. Deutscher Anwaltverlag, Bonn 1996.
- Nachwort zu: Max Kirschner: Weinen hat seine Zeit und Lachen hat seine Zeit. Erinnerungen aus zwei Welten. Aus dem Amerikanischen von Ebba D. Drolshagen. Jüdischer Verlag im Suhrkamp Verlag, Frankfurt am Main 2004.
- Körper, Seele, Mensch. Versuch über die Kunst des Heilens. Suhrkamp, Frankfurt am Main 2006.
- Herzenssachen. So schön kann Medizin sein. Weissbooks.w, Frankfurt am Main 2009.
- Kurze Geschichte der Appendektomie. Mythen, Fakten, Perspektiven. Marseille, München 2012.
- Hippokrates for sale. Von der schleichenden Zerstörung des solidarischen Gesundheitswesens. Weissbooks.w, Frankfurt am Main 2014.
- Erkranken schadet Ihrer Gesundheit. Westend Verlag, Frankfurt am Main 2019.
- Heile und Herrsche! Eine gesundheitspolitische Tragödie. Westend Verlag, Frankfurt am Main 2022.

Als Herausgeber:
- mit Thure von Uexküll: Psychosomatik in der Chirurgie. Integrierte Chirurgie – Theorie und Praxis. Schattauer, Stuttgart 1999.
- Psychosomatisches Kompendium der Chirurgie. Marseille, München 2003.
- mit Wulf Bertram, Werner Geigges: Auf der Suche nach der verlorenen Kunst des Heilens. Bausteine für die integrierte Medizin. Schattauer, Stuttgart 2013.

Als Mitautor:
- mit Claudia Hontschik: Kein Örtchen. Nirgends. Westend Verlag, Frankfurt 2020.

## Preise und Auszeichnungen
1989 erhielt Hontschik den Hans-Roemer-Preis des Deutschen Kollegiums für Psychosomatische Medizin (DKPM) für seine Dissertation über die Appendektomie. Das Kuratorium der Hans-Roemer-Stiftung schreibt jährlich einen Preis für die beste Arbeit aus, welche die Integration psychosomatischer Fragestellungen in die Allgemeinmedizin oder in die klinischen Fächer der Medizin fördert. Bevorzugt werden Arbeiten, in denen der Bezug psychosozialer Faktoren zu somatischen Abläufen empirisch fundiert wird oder solche Arbeiten, die Modelle zur Integration psychosomatischer Versorgung in Klinik, Praxis und Ausbildung erprobt haben. 
Hontschiks Untersuchung kam zu dem Schluss, dass es eine „chronisch-rezidivierende Appendizitis“ nicht gebe. Diese stelle eine vor allem im deutschsprachigen Raum verbreitete Operationsindikation dar, von der insbesondere eine Vielzahl von Mädchen und jungen Frauen betroffen seien. Die Häufung dieser Diagnose an Montagen und das häufige Drängen der Mütter auf eine Operation (wobei normalerweise Patienten und Angehörige froh seien, wenn ein chirurgischer Eingriff vermieden werden könne) wiesen auf eine verborgene Psychodynamik hin, namentlich auf Konflikte zwischen Eltern und nach Unabhängigkeit strebenden adoleszenten Töchtern, die sich speziell an Wochenenden zuspitzten. Auf diesem Hintergrund konnte die Zahl der Appendektomien am untersuchten Krankenhaus auf ein Viertel  reduziert werden.

## Mitgliedschaften und Funktionen
- 1982 bis 1988 Vorstandsmitglied von medico international
- 1998 bis 2013 Vorstandsmitglied der Thure von Uexküll-Akademie für Integrierte Medizin